# Heris Modelleisenbahn
Heris Modelleisenbahn ist ein deutscher Hersteller von Modelleisenbahnen in den Maßstäben 1:87 (H0) und 1:120 (TT).

## Firmengeschichte
„Heris“ ist die Abkürzung für „Helmut und Iris Richthammer“. Die Firma wurde 2000 als Einzelunternehmen von Iris Richthammer in Mönchengladbach gegründet.

## Produkte
Es werden Kunststoffmodelle von Fahrzeugen verschiedener Bahnverwaltungen diverser europäischer Staaten hergestellt und im In- und Ausland über Vertriebspartner verkauft. Die Modelle reichen von der Epoche I, der „guten alten Zeit“, bis zur jüngsten Epoche VI, zum Beispiel den Doppelstockschlafwagen City Night Line (Modell 11051-1) der DB.